# マルシャル・ムバンジョク
マルシャル・ムバンジョク（Martial Mbandjock、1985年10月14日 ‐ ）は、フランス・ルーベ出身で短距離走が専門の陸上競技選手。100mの自己ベストはフランス歴代5位の10秒06。

## 経歴
2007年7月、ヨーロッパU23選手権の男子100m準決勝を10秒16（+1.6）の自己ベスト（当時）で突破するも、決勝は10秒27（+0.2）とタイムを落とし銅メダルに終わった。
2007年8月、大阪世界選手権でシニアの世界大会に初出場を果たすも、男子100m2次予選で10秒39（+0.8）の組7着に終わり、準決勝には進めなかった。
2008年3月、バレンシア世界室内選手権の男子60m予選を突破し、シニアの世界大会で初のセミファナリストになると、準決勝では6秒65の自己ベスト（当時）をマーク。しかし、決勝に着順で進出できた組2着以内には入れず、タイムで拾われた最後の枠の選手とは0秒02差で決勝進出を逃した。
2008年7月、フランス選手権の男子100m決勝でフランス歴代3位（当時）の記録となる10秒06（+1.7）をマークし、初優勝を成し遂げた。
2008年8月、北京オリンピックでオリンピックに初出場を果たすと、男子100m2次予選を10秒16（0.0）で突破し、初出場ながらセミファイナリストとなった。準決勝は10秒18（+0.3）の組8着に終わり、決勝進出はならなかった。
2009年7月、地中海競技大会の男子100m決勝を10秒15（+1.0）で制し、主要国際大会で初の金メダルを獲得した。
2009年8月、ベルリン世界選手権に出場。男子100mは前回大会に続きセミファイナリストになるも、準決勝で10秒18（+0.2）の組6着に終わり、またしても準決勝で敗退した。シニアの世界大会初出場となった男子200mは2次予選を20秒55（0.0）の自己ベスト（当時）で突破し、100mに続いてセミファイナリストとなった。準決勝は組4着までに入れば決勝に進出できたが、20秒43（+0.3）の自己ベストをマークするも組5着に終わり、組4着とは0秒15差で決勝進出を逃した。男子4×100mリレーは予選と決勝でフランスチームの2走を務め、ロナルド・ポニョン、ムバンジョク、エディー・ド・レピーヌ、クリストフ・ルメートルのオーダーで臨んだ決勝は39秒21をマークしての8位に貢献した。
2010年7-8月、ヨーロッパ選手権に初出場を果たした。男子100mは決勝に進出すると、2位から5位までが同タイムという激戦の中で3位に入り、クリストフ・ルメートル（10秒11）、マーク・ルイス＝フランシス（10秒18）に次いで銅メダルを獲得した。男子200mでも決勝に進出すると、決勝では自己ベスト（20秒38）に迫る20秒42（-0.8）をマークし、クリストフ・ルメートル（20秒37）、クリスチャン・マルコム（20秒38）に次いで銅メダルを獲得した。男子4×100mリレーでは予選と決勝でフランスチームのアンカーを務めると、ジミー・ヴィコ、クリストフ・ルメートル、ピエール＝アレクシス・ペソノ、ムバンジョクのオーダーで臨んだ決勝では38秒11をマークし、イタリア（38秒17）、ドイツ（38秒44）を破っての金メダル獲得に貢献した。

## 自己ベスト
記録欄の（　）内の数字は風速（m/s）で、+は追い風を意味する。
| 種目 | 記録          | 年月日                    | 場所         | 備考            |
| 屋外 | 屋外          | 屋外                      | 屋外         | 屋外            |
| ---- | ------------- | ------------------------- | ------------ | --------------- |
| 100m | 10秒06 (+1.7) | 2008年7月25日             | アルビ       | フランス歴代5位 |
| 200m | 20秒38 (+1.0) | 2010年6月25日             | トンブレンヌ |                 |
| 室内 |               |                           |              |                 |
| 50m  | 5秒81         | 2008年2月16日             | ボルドー     |                 |
| 60m  | 6秒61         | 2011年3月5日 2011年3月6日 | パリ         |                 |

## 主要大会成績
備考欄の記録は当時のもの
| 年   | 大会                      | 場所         | 種目    | 結果    | 記録          | 備考           |
| ---- | ------------------------- | ------------ | ------- | ------- | ------------- | -------------- |
| 2004 | 世界ジュニア選手権        | グロッセート | 200m    | 準決勝  | 21秒28 (+1.0) |                |
| 2004 | 世界ジュニア選手権        | グロッセート | 4x100mR | 予選    | DNF (2走)     |                |
| 2007 | ヨーロッパ室内選手権 (en) | バーミンガム | 60m     | 準決勝  | 6秒75         |                |
| 2007 | ヨーロッパU23選手権 (en)  | デブレツェン | 100m    | 3位     | 10秒27 (+0.2) |                |
| 2007 | ヨーロッパU23選手権 (en)  | デブレツェン | 4x100mR | 決勝    | DNF (4走)     |                |
| 2007 | 世界選手権                | 大阪         | 100m    | 2次予選 | 10秒39 (+0.8) |                |
| 2008 | 世界室内選手権            | バレンシア   | 60m     | 準決勝  | 6秒65         | 自己ベスト     |
| 2008 | オリンピック              | 北京         | 100m    | 準決勝  | 10秒18 (+0.3) |                |
| 2008 | オリンピック              | 北京         | 4x100mR | 予選    | 39秒53 (2走)  |                |
| 2009 | 地中海競技大会 (en)       | ペスカーラ   | 100m    | 優勝    | 10秒15 (+1.0) |                |
| 2009 | 世界選手権                | ベルリン     | 100m    | 準決勝  | 10秒18 (+0.2) |                |
| 2009 | 世界選手権                | ベルリン     | 200m    | 準決勝  | 20秒43 (+0.3) | 自己ベスト     |
| 2009 | 世界選手権                | ベルリン     | 4x100mR | 8位     | 39秒21 (2走)  |                |
| 2010 | ヨーロッパ選手権          | バルセロナ   | 100m    | 3位     | 10秒18 (-1.0) |                |
| 2010 | ヨーロッパ選手権          | バルセロナ   | 200m    | 3位     | 20秒42 (-0.8) |                |
| 2010 | ヨーロッパ選手権          | バルセロナ   | 4x100mR | 優勝    | 38秒11 (4走)  |                |
| 2011 | ヨーロッパ室内選手権 (en) | パリ         | 60m     | 5位     | 6秒61         | 自己ベストタイ |

### フランス選手権
優勝したフランス選手権 (en) とフランス室内選手権を記載
| 年   | 大会               | 場所     | 種目 | 記録          | 備考       |
| ---- | ------------------ | -------- | ---- | ------------- | ---------- |
| 2008 | フランス室内選手権 | ボルドー | 60m  | 6秒70         |            |
| 2008 | フランス選手権     | アルビ   | 100m | 10秒06 (+1.7) | 自己ベスト |
| 2009 | フランス選手権     | アンジェ | 200m | 20秒58 (+1.7) |            |